# Перес-Бараона, Эрнестина
Эрнестина Перес-Бараона (исп. Ernestina Pérez Barahona; 8 августа 1865, Вальпараисо — 1951) — чилийский врач, активистка и феминистка. Была одной из первых студенток медицинского факультета Чилийского университета и второй женщиной-врачом в Латинской Америке, получившей высшее образование всего через несколько дней после Элоизы Диас.

## Образование
Перес-Бараона получила среднее образование в школе Lebrun Pinochet. В 1883 году она получила степень бакалавра литературы и в том же году начала изучать медицину. В январе 1887 года она получила степень и звание врача и хирурга. Она уехала в Берлин в 1888 году, поступив в Университет Фредерика Вильгельма (ныне Берлинский университет имени Гумбольдта). Она ходила на занятия вместе с мужчинами, но администраторы установили экран между ней и студентами, чтобы они не видели её. Эрнестина была первой женщиной, изучавшей медицину в университете. Через два года она уехала в Париж, чтобы продолжить учёбу.

## Карьера
Эрнестина вернулась в Чили в 1894 году. Она занималась медициной в больнице Сан-Борха и вела уроки для студенток по просьбе президента Хосе Мануэля Бальмаседы. Она совершила ещё одну поездку в Европу в 1910 году, опубликовав свою книгу Compendio de Ginecología (с исп. — «Справочник по гинекологии») в Лейпциге в 1910 году. Находясь в Германии, она была назначена почётным членом Берлинской медицинской академии и стала первым человеком из Южной Америки, получившим такое звание.
На протяжении всей своей карьеры она особенно интересовалась женским здоровьем и личной гигиеной и выступала за образование женщин. Она была членом лекционного кружка, женского клуба и чилийского Красного Креста, а также основала ассоциацию университетских женщин. В связи с ее интересом к общественному здравоохранению и гигиене, она беспокоилась также об алкоголизме и о том, как этот недуг повлияет на чилийцев.Через много лет после её смерти Союз чилийских женщин (исп. La Unión Chilena De Mujeres) созвал специальное собрание в её честь, на котором выступила Елена Каффарена. Они чествовали её за открытие области медицины для женщин в Южной Америке и её заслуги в движении феминизма.